# Ravena Crouri
Ravena Crouri este o arie protejată de interes național ce corespunde categoriei a IV-a IUCN (rezervație naturală de tip mixt), declarată prin Legea Nr.5 din 6 martie 2000situată în județul Caraș-Severin, pe teritoriul administrativ al comunei Iablanița.

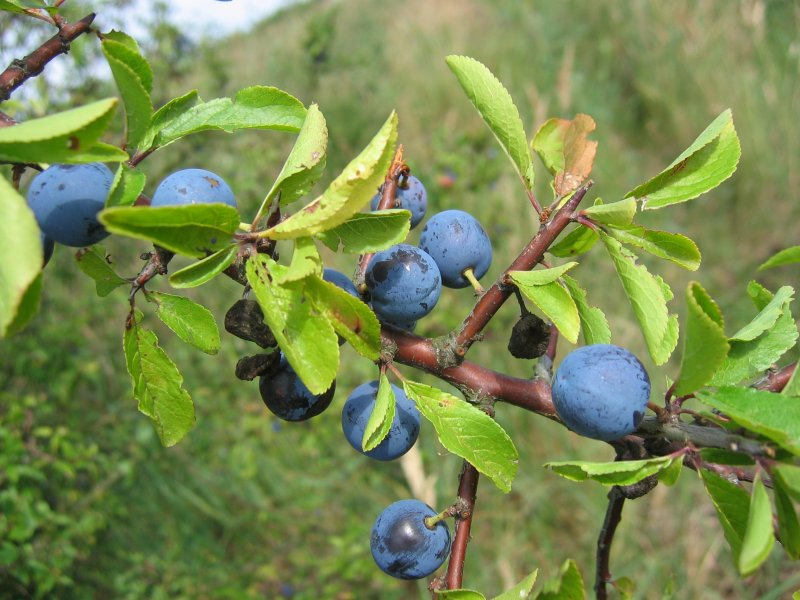
Porubar (Prunus spinosa) - foto: detaliu frunze şi fructe de porumbar

## Descriere
Rezervația naturală aflată între localitățile Iablanița și Petnic, în Dealurile Banatului, la o altitudine maximă de 250 m, are o suprafață de 7 ha, și reprezintă o zonă cu ravene (cu rocă sedimentară din nisipuri gresii, conglomerate și microclongomerate), stâncării și grohotișuri; cu vegetație constituită din tufărișuri, cu specii de cărpiniță (Carpinus orientalis) și porumbar (Pinus spinosa), precum și vegetație ierboasă de stâncărie.

## Căi de acces
- Drumul național DN6 Băile Herculane - Plugova - până la intersecția cu DN57B, urmând direcția Iablanița spre Petnic.